# Nikolaj Bauman

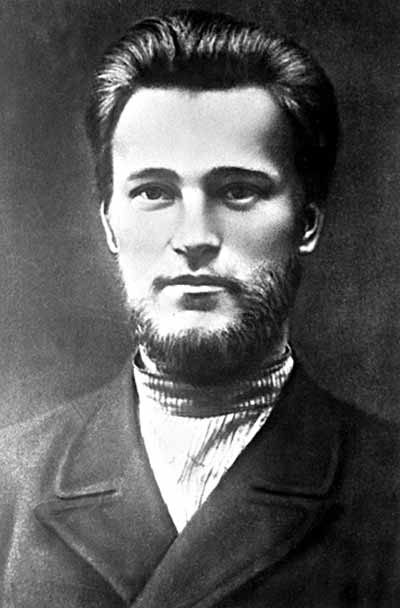
Bauman in 1894 als student in Kazan

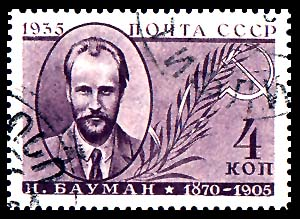
postzegel met beeltenis van Bauman uit 1935

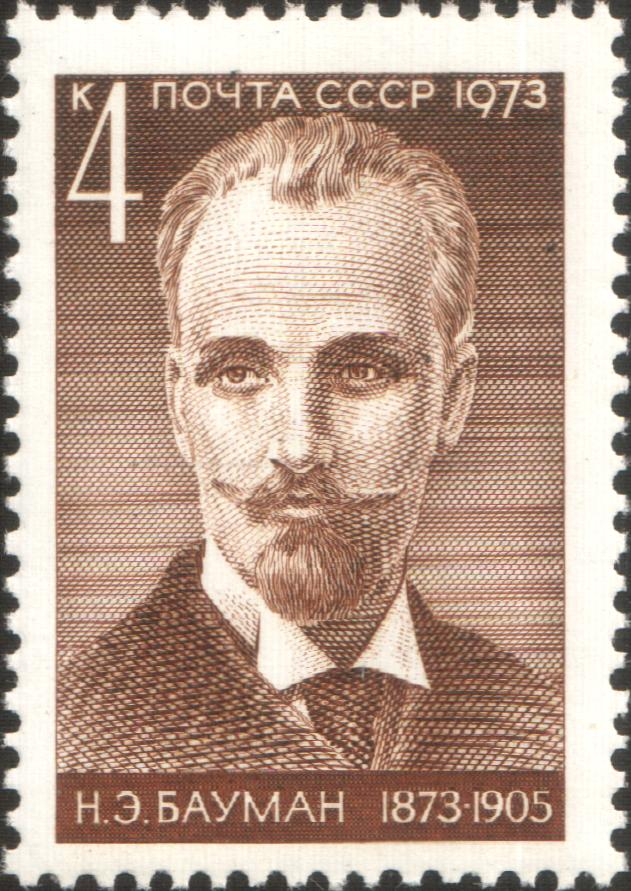
postzegel met beeltenis van Bauman uit 1973

Nikolaj Ernestovitsj Bauman (Russisch: Николай Эрнестович Бауман) (Kazan, 29 mei 1873 - Moskou, 31 oktober 1905) was een Russische revolutionair en dierenarts.

## Jeugd en opleiding
Bauman groeide op in een dorp. Zijn vader was eigenaar van een timmerwerkplaats. Hij volgde in Kazan de middelbare school, maar verliet die in de zevende klas na onenigheid met zijn leraren. Hierna ging hij diergeneeskunde studeren aan het Veterinair Instituut van Kazan en behaalde zijn diploma als dierenarts in 1895. Tijdens zijn studietijd werd hij maatschappelijk betrokken en raakte geïnteresseerd in het marxisme. Hij raakte betrokken bij verschillende ondergrondse arbeidersbewegingen en discussieerde en las veel over maatschappijhervormingen.

## Revolutionaire activiteiten
In 1895 begon hij te werken als dierenarts in het dorpje Novye Boerasy in het gouvernement Saratov. Omdat hij door de kleinschaligheid al gauw bij de politie in de gaten liep als activist, besloot hij te verhuizen en vestigde zich een jaar later in Sint-Petersburg. Hier werkte hij twee jaar als dierenarts en was actief in de Petersburgse Alliantie voor de Bevrijding van de Arbeidersklasse. In 1897 werd Bauman gearresteerd door de politie en tweeëntwintig maanden opgesloten in de Petrus- en Paulusvesting in eenzame opsluiting. In 1899 werd hij verbannen naar de provincie Vyatskuyu maar vluchtte van daaruit naar het buitenland.

## Buitenland
In Zwitserland ontmoette hij in 1900 Lenin en werd een actief deelnemer in het voorbereiden van een revolutie in Rusland. Hij was onder meer betrokken bij het voorbereiden van publicaties en de distributie van de krant Iskra. In 1901 keerde hij in opdracht van Lenin terug naar Moskou waar hij actief werd in de Russische Sociaal Democratische Arbeiderspartij. Vrij snel na zijn terugkeer werd hij weer opgepakt door de politie van de tsaar maar wist te ontsnappen uit het politiebureau.

## Bolsjewieken en overlijden
In 1903 leidde hij de bolsjewieken in Moskou en gaf hij leiding aan de partijorganisatie. Ook was hij dat jaar gedelegeerde op het tweede partijcongres en steunde Lenin in al diens voorstellen. Lenin beschouwde hem als een standvastig Bolsjewiek. Bauman bezocht diverse malen het buitenland. Toen hij in 1904 terugkeerde op verzoek van Lenin om hem te helpen vechten tegen de mensjewieken werd hij gearresteerd en 16 maanden gevangengezet in de Tagan-gevangenis. In 1905 kwam hij vrij. In dat jaar werd hij door leden van de reactionaire tsaristische organisatie Zwarte Honderden doodgeslagen tijdens een demonstratie. Zijn begrafenis mondde uit in een demonstratie door de bolsjewieken en zou de opmaat vormen voor de Russische Revolutie. Na zijn dood werd hij vernoemd in Moskou. Een regio, een straat, een park, een metrostation en de Bauman Universiteit zijn naar hem vernoemd en ook werd hij op een aantal postzegels geëerd.